# Puhja
Puhja (deutsch: Kawelecht) ist eine ehemalige Landgemeinde im estnischen Kreis Tartu. Sie hatte 2.402 Einwohner (Stand: 1. Januar 2010). Die Gemeindefläche betrug 169,6 km². Seit 2017 gehört Puhja zur Landgemeinde Elva. 
Puhja liegt 25 km westlich von Tartu. Neben dem Hauptort Puhja gehörten zur Gemeinde die Dörfer Härjanurme, Järvaküla, Kaimi, Kureküla, Mõisanurme, Mäeselja, Nasja, Palupõhja, Poriküla, Ridaküla, Rämsi, Saare, Teilma, Tännassilma, Ulila, Vihavu, Võllinge und Võsivere.
35 % der Fläche bestanden aus Mooren, 24 % waren mit Wald bedeckt. Seit 1991 besteht eine Partnerschaft mit der Gemeinde Kuhmoinen in Finnland.
Das Kirchspiel von Puhja wurde erstmals 1347 urkundlich erwähnt, im selben Jahr auch die dortige Kirche. 1495–1499 ließ der Deutschbalte Fromhold von Tiesenhausen die derzeitige Kirche erbauen, die nach Zerstörungen im 17. Jahrhundert neu errichtet wurde.

## Weblinks

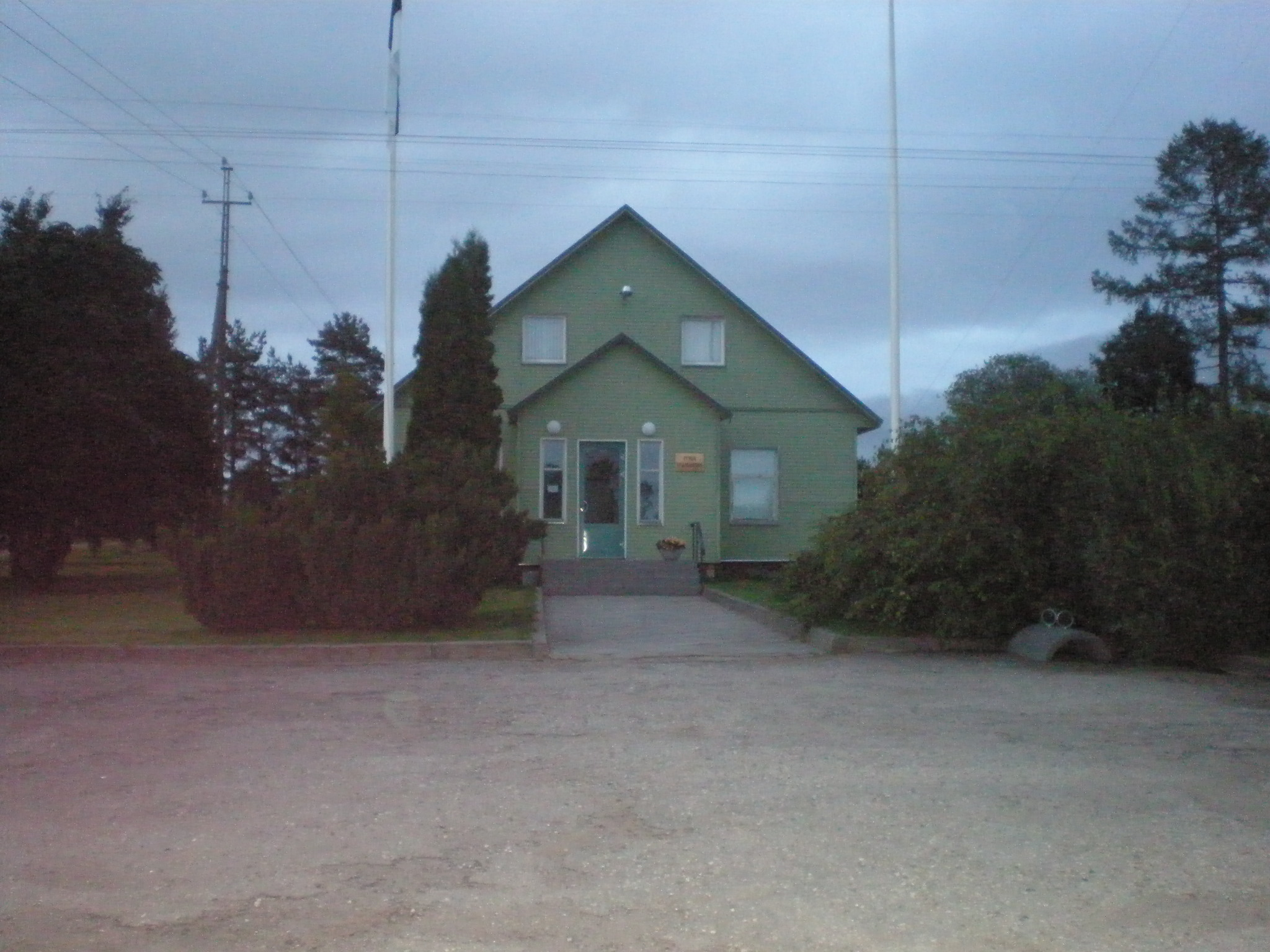
Das Gebäude der Behörde von Puhja